# Chiesa di Sant'Ambrogio (Casalmorano)
La chiesa di Sant'Ambrogio è il principale edificio di culto cattolico del comune italiano di Casalmorano, in provincia e diocesi di Cremona. Sede parrocchiale, appartiene alla zona pastorale 2.

## Storia
La chiesa, inserita per gran parte della sua esistenza nel vicariato di Soresina, si trova citata nel Liber Synodalium del 1385. Nel 1553 risulta che essa fosse dotata di almeno due altari, di cui uno dedicato a Maria, e che possedesse 686 pertiche di terreno nella zona di Casalmorano.
Nel 1600 ricevette la visita del vescovo Cesare Speciano. Egli annota la presenza, nel territorio di competenza della parrocchia, delle chiese dedicate a San Rocco (demolita dopo il 1807 su ordine del vescovo Omobono Offredi), la chiesa di Santo Stefano, la chiesa di Santa Maria della Stradella, la chiesa di San Pietro martire, l'oratorio di Santa Croce (retto dai Disciplini). Il clero era all'epoca composto dal parroco, tre sacerdoti, due diaconi e due chierici.
Nel giugno 1883 l'edificio originale fu abbattuto e in seguito ricostruito nelle forme attuali, e fu consacrato il 28 ottobre dello stesso anno.
Nel 1975 il vescovo Giuseppe Amari soppresse la vicaria di Soresina, inserendo la chiesa di Casalmorano nella zona pastorale 2.

## Descrizione

### Esterno
La chiesa, orientata sull'asse est-ovest, è costituita da un corpo centrale rettangolare, chiuso sul lato orientale dal presbiterio e dall'abside semicircolare.

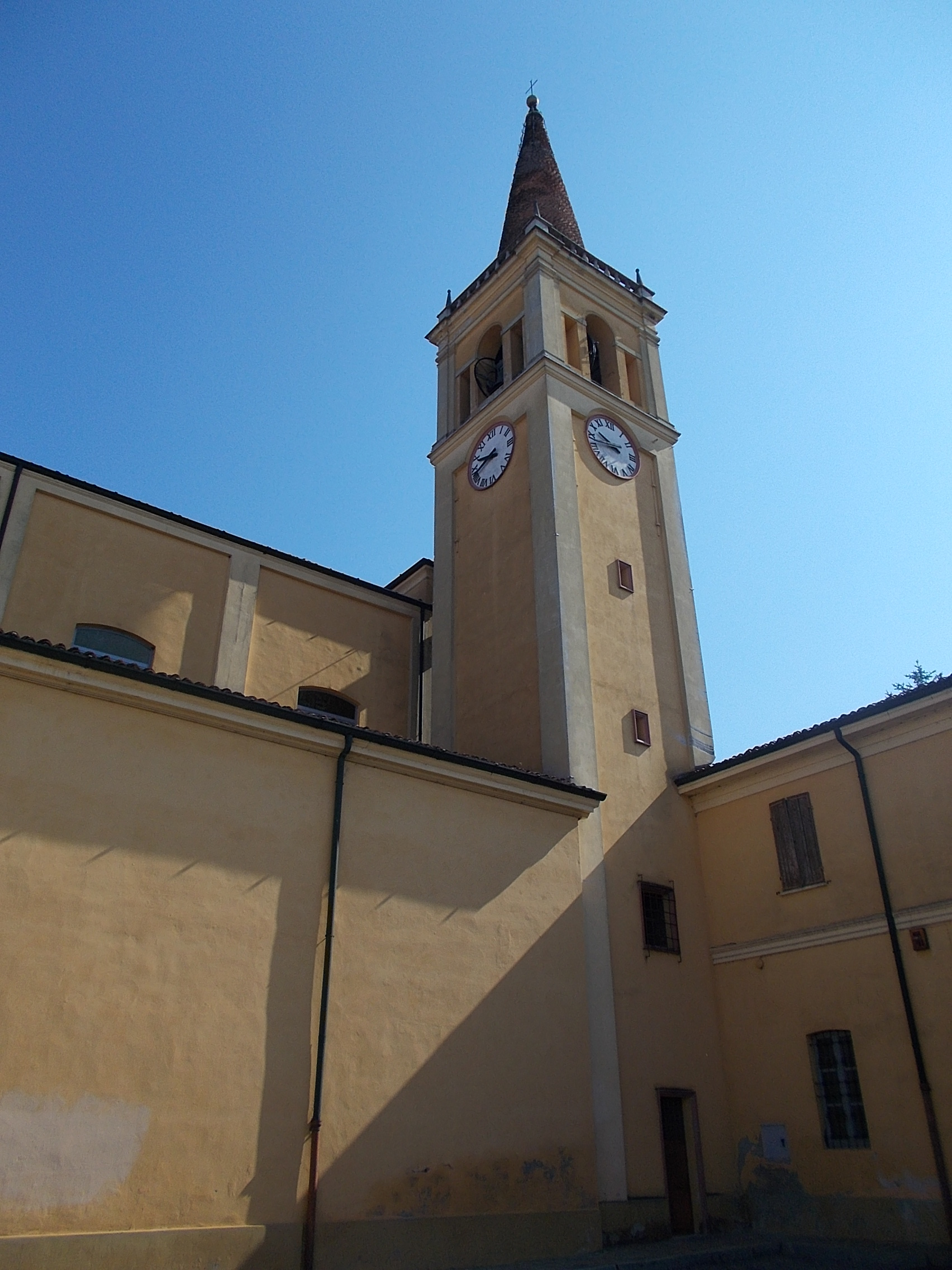
Veduta sul campanile nel 2016

La facciata, a salienti, si presenta tripartita: al centro quattro lesene binate con capitelli corinzi inquadrano in alto un finestrone (con cornicione bianco) e in basso il portale principale, sormontato da un architrave aggettante. Sopra le lesene si trova il frontone triangolare, coronato da tre statue al centro e sui vertici laterali. Le parti laterali sono leggermente arretrate rispetto alla struttura centrale e contengono due portali (di dimensioni inferiori rispetto a quello centrale), sormontati da un aggetto e da un oblò per lato.
Sul lato meridionale, addossato all'intersezione tra l'aula e il presbiterio, si trova il campanile a base quadrata, sulla cui cima si eleva un'alta guglia conica.

### Interno
L'interno si presenta diviso in tre navate, di cui quella centrale, più elevata delle laterali, è coperta da una volta a vela affrescata, mentre le due navate laterali sono coperte da volte a crociera. Un cornicione aggettante percorre l'intera aula, prolungandosi sul presbiterio (coperto da una piccola cupola) e sull'abside (coperto da una semi-cupola affrescata), e segna il punto d'innesto delle volte.
La chiesa possiede quattro altari laterali, ubicati lungo le navate laterali, dove trova posto anche un crocifisso ligneo, risalente al XVI secolo e venerato come miracoloso dalla comunità. Alle spalle dell'altare maggiore marmoreo si trova una pala realizzata dal Chiaveghino, sotto la quale si ha il coro ligneo. Sul lato destro del presbiterio si trova una cantoria contenente l'organo.